# Udo Eggert
Udo Eggert (* 19. Juni 1848 in Alkersleben; † 1. März 1893 in Kamakura, Japan) war ein deutscher Hochschullehrer und Staatswissenschaftler.

## Leben
Udo Eggert wurde 1885 an die Universität Göttingen als Hochschullehrer für Staatsrecht und Finanzwesen berufen. Ein Jahr später unterzeichnete er einen Vertrag mit Vertretern des japanischen Ministeriums für Erziehung. Folglich lehrte er von 1887 bis 1893 sechs Jahre an der Kaiserlichen Universität Tokio. Im Februar 1887 kam Eggert mit seiner Frau und drei Kindern nach Japan.
Neben seiner Arbeit an der Universität fungierte Eggert als Berater des japanischen Finanzministeriums und in Landwirtschaftsfragen. Er gilt in Japan als einer der Gründer des modernen japanischen Genossenschaftswesens.
Kurz vor seiner Rückkehr nach Deutschland verstarb Udo Eggert an Typhus. Er wurde auf dem Aoyama-Friedhof in Tokio beigesetzt.

## Veröffentlichungen
- Japans Politik und Wirtschaft im Jahr 1890. In: Allgemeine Zeitung (München), Beilagen Nr. 184, 185, 198–201/1891.
- Land Reform in Japan. Specially Based on the Development of Credit Association. Tokio 1890